# Tryllekunstneren
Tryllekunstneren er en dansk stumfilm fra 1909 produceret af Nordisk Films Kompagni. Filmens instruktør er ukendt.

## Handling
En tryllekunstner flytter ind i lejligheden, hvor værtinden forbløffes og henrykkes over hans evner til at lynmøblere, sætte ting på plads - samt samle porcelain, som knuses mod gulvet.